# Serrapinnus
Serrapinnus is een geslacht van straalvinnige vissen uit de familie van de karperzalmen (Characidae).

## Soorten
- Serrapinnus calliurus Boulenger, 1900
- Serrapinnus gracilis Géry, 1960
- Serrapinnus heterodon Eigenmann, 1915
- Serrapinnus kriegi Schindler, 1937
- Serrapinnus microdon Eigenmann, 1915
- Serrapinnus micropterus Eigenmann, 1907
- Serrapinnus notomelas Eigenmann, 1915
- Serrapinnus piaba Lütken, 1875
- Serrapinnus sterbai Zarske, 2012